# Oficina de inteligencia paquistaní

El emblema nacional de Pakistán

La  Oficina de inteligencia paquistaní (en urdu: جمیعت ہائے پاکستان برائے اشتراکِ سراغرسانی‎) comprende las diversas agencias de inteligencia de Pakistán que trabajan interna y externamente para administrar, investigar y recopilar la inteligencia necesaria para la seguridad nacional. Las organizaciones de inteligencia consolidadas incluyen al personal y miembros de las agencias de inteligencia, inteligencia militar e inteligencia civil, así como las direcciones de análisis operacionales dependientes de los ministerios ejecutivos del Gobierno de Pakistán.
Varios servicios de inteligencia están trabajando activamente en diversos programas de inteligencia, incluida la recopilación y producción de información nacional y extranjera, contribuye a planificación militar, y realizar espionaje. Los servicios de inteligencia más conocidos son: Dirección de Inteligencia Inter-Services (ISI), Oficina de Inteligencia (IB), Unidad de Monitoreo Financiero (FMU-FIU) y la Agencia Federal de Investigaciones (FIA).

## Etimología
Como tal, no hay un nombre fijo u oficial para los servicios de inteligencia de Pakistán a nivel de federación cooperativa; todos los servicios de inteligencia operaban bajo su nombre. Los autores e investigadores de inteligencia denominaron a los servicios de inteligencia de Pakistán como "Pakistan Intelligence Community".

## Descripción general de los servicios de inteligencia

### Dirección de Inteligencia Inter-Services
Establecida en 1948 por el Mayor General Robert Cawthome, la Dirección de Inteligencia Interservicios (más comúnmente conocida como Inter-Services Intelligence o simplemente por sus siglas en inglés ISI) es el más importante y grande de los servicios de inteligencia. Las funciones principales son consolidar y evaluar la inteligencia de los altos funcionarios gubernamentales y militares. Los agentes de inteligencia son civiles y oficiales militares que trabajan en conjuntos para los asuntos de seguridad nacional. El ISI ha estado encabezado por un general de tres estrellas en servicio del Ejército de Pakistán, que es designado por el Primer Ministro por recomendación del Jefe de Estado Mayor del Ejército.

### Agencia Federal de Investigaciones
Establecida en 1947 como "Establecimiento de Policía Especial (SPE)", la Agencia Federal de Investigación (más conocida popularmente como FIA) fue posteriormente reformada con su nombre y estructura actuales en 1974 por el Gobierno. La FIA es el principal servicio de inteligencia e investigación, se encarga de tomar iniciativas contra los elementos extranjeros o nacionales que trabajan en contra del interés nacional del país. Por el contrario, es el servicio de inteligencia civil que depende del Ministerio de Justicia y del Ministerio del Interior. Su director general es nombrado por el Primer Ministro de Pakistán de los servicios civiles de inteligencia.

### Dirección Nacional de Inteligencia y otros
La Dirección Nacional de Inteligencia (NID), es una autoridad de estimación de inteligencia nacional para integrar información extranjera, militar y doméstica en los intereses nacionales de Pakistán.

### Unidad de Control financiero
La Unidad de Monitoreo Financiero (FMU) es la Unidad de Inteligencia Financiera de Pakistán establecida en virtud de las disposiciones de la Ley contra el blanqueo de capitales de 2010 (anteriormente Ordenanza contra el blanqueo de capitales, 2007). Es un departamento de servicio de inteligencia del gobierno de Pakistán y responsable de analizar transacciones sospechosas con respecto al lavado de dinero o financiamiento del terrorismo, y desarrollar esfuerzos contra estos delitos críticos.

## Reformas de inteligencia desde la década de 1970

### Presupuesto
Los presupuestos de inteligencia se mantienen en secreto; se conoce un poco de información en público. En 2012, los políticos hicieron esfuerzos infructuosos para presentar un proyecto de ley para los fondos financieros de los servicios de inteligencia que deben rendir cuentas al Parlamento. Posteriormente fue retirado por no contar con la concurrencia del comité especial del PPP gobernante.
En 2013, la Corte Suprema ordenó al gobierno enviar estos fondos secretos a cuentas públicas utilizadas en el pasado para derrocar gobiernos políticos.

### Críticas, controversias y sátira
Desde la década de 1990, toda la comunidad de inteligencia ha sido objeto de intensas críticas por parte de los autores y espectadores internacionales con respecto a los problemas sobre el terrorismo, los abusos de los derechos humanos y los métodos empleados para la adquisición de información. En 2011, la comunidad de inteligencia de Estados Unidos planteó acusaciones sobre albergar a Osama bin Laden en Abbottabad. El propio presidente de Estados Unidos declaró: "Creemos que debía que haber algún tipo de red de apoyo para bin Laden dentro de Pakistán", mencionó Obama en una entrevista de "60 minutos" con CBS News. También agregó que Estados Unidos no estaba "seguro" de "quién o qué era esa red de apoyo".
En el período 2003-2012, se estima que 8000 personas fueron secuestradas por los servicios de inteligencia paquistaníes en la provincia de Baluchistán. Solo en 2008, aproximadamente 1102 personas baluchis desaparecieron. También hubo informes de tortura. Los líderes baluchis llegaron con éxito a que la Corte Suprema interviniera en el conflicto. La Corte Suprema emprendió una amplia investigación sobre las "personas desaparecidas" y emitió una orden de arresto contra el expresidente Pervez Musharaff. Además, el presidente del Tribunal Supremo de la corte dijo que los militares deben actuar bajo la dirección del gobierno y seguir parámetros bien definidos establecidos por la Constitución.
En junio de 2011, se informó al primer ministro que 41 personas desaparecidas habían regresado a sus hogares, se han retirado los casos falsos contra 38 y se han rastreado varios más. El primer ministro instó a la policía a rastrear a las personas desaparecidas y así ayudarlas a regresar a sus hogares.